# Ladislav Linhart
Ladislav Linhart (27. listopadu 1902–1973) byl český fotbalový brankář, který nastupoval i jako útočník.

## Hráčská kariéra
Ligu hrál za SK Libeň a Viktorii Žižkov. V Libni hájil branku v letech 1922–1925 a 1926–1928, na Žižkově 1925–1926. Jeden ligový zápas za Viktorii Žižkov odehrál v poli, ale gól vstřelil již o sezonu dříve za Libeň, kdy nastoupil jako útočník. Jako brankář odchytal 9 utkání, sedmkrát nastoupil jako útočník.

### Prvoligová bilance
| Ročník                        | Zápasy | Góly | Minuty | Nuly | Klub               |
| ----------------------------- | ------ | ---- | ------ | ---- | ------------------ |
| Asociační liga 1925           | 9      | 1    | 810    | 1    | SK Libeň           |
| Středočeská 1. liga 1925/1926 | 7      | 0    | –      | 4    | SK Viktoria Žižkov |
| CELKEM I. ČS. LIGA            | 16     | 1    | –      | 5    |                    |